# 约斯塔·鲁内
约斯塔·鲁内（瑞典語：Gösta Runö，1896年12月9日—1922年11月13日），瑞典前男子现代五项运动员。他曾代表瑞典参加1920年夏季奥林匹克运动会现代五项比赛，获得男子个人铜牌。